# Le Trésor des Toltèques
Le Trésor des Toltèques (3 Skulls of the Toltecs) est un jeu vidéo d'aventure en pointer-et-cliquer développé par Revistronic et édité par Time Warner, sorti en 1996 sur DOS et Windows.
La plateforme Steam propose à partir du 15 mars 2019 une version remastérisée du jeu. 

## Accueil
- Adventure Gamers : 2,5/5[1]